# Thomas Häßler
Thomas Häßler sinh ngày 30 tháng 5 năm 1966 tại Berlin là một cựu cầu thủ bóng đá Đức.

## Sự nghiệp cầu thủ

### Câu lạc bộ
Häßler khởi đầu sự nghiệp bóng đá tại Meteor 06 Berlin, đến năm 1979 ông chuyển sang Câu lạc bộ Rienickendorfer Füchse và đến năm 1983 là 1. FC Köln. Häßler thi đấu cho 1. FC Köln 149 trận (17 bàn thắng) trước khi được chuyển sang Juventus Turin sau Giải vô địch bóng đá thế giới 1990 tại Ý với số tiền chuyển nhượng là 15 triệu Mark. Khoác áo Juventus Turin 1 năm, Häßler chuyển sang câu lạc bộ A.S. Roma. Số tiền chuyển nhượng lần này là 14 triệu Mark.
Năm 1994 Häßler trở về Đức thi đấu trong giải Bundesliga cho đội Karlsruher SC sau khi 7 triệu Mark được chuyển sang tài khoản của câu lạc bộ bóng đá tại Roma. Cùng với Häßler, câu lạc bộ bóng đá Karlsruhe đã nhiều năm đứng thứ hạng cao trong bảng thi đấu Bundesliga cho đến khi năm 1998 khi đội bất thình lình tụt hạng.
Sau 128 trận thi đấu và 29 bàn thắng Häßler chuyển về thi đấu cho Borussia Dortmund. Thế nhưng tại đây ông thường ngồi trên hàng ghế cầu thủ dự bị thay thế vì vị trí trên sân đã có Andreas Möller. Năm 1999 Häßler chuyển sang thi đấu cho TSV 1860 München. Cùng với Häßler, câu lạc bộ đã đứng thứ tư của bảng Bundesliga trong mùa bóng 1999/2000. Trong 115 trận thi đấu giải Bundesliga cho 1860 München Häßler đã ghi tổng cộng 21 bàn thắng. Năm 2003 hợp đồng của ông với TSV 1860 München không được gia hạn vì lý do tài chính. Cuối cùng Häßler đã thi đấu cho đội FC Redbull Salzburg sau một thời gian dài không thuộc một câu lạc bộ bóng đá nào.
Häßler chấm dứt sự nghiệp cầu thủ bóng đá vào ngày 22 tháng 8 năm 2005 trong trận thi đấu từ biệt tại Köln.
Thi đấu trong Bundesliga, Häßler đã tham dự tổng cộng 400 lần và ghi 68 bàn thắng.

### Đội tuyển bóng đá quốc gia
Từ tháng 8 năm 1988 đến tháng 6 năm 2000 Häßler đã khoác áo ĐTQG Đức 101 lần, ghi 11 bàn thắng.
Trong Giải vô địch bóng đá châu Âu 1992 Häßler là cầu thủ nổi bật nhất và được bình chọn là Cầu thủ xuất sắc nhất năm của Đức. Häßler cũng đã cùng đội tuyển mang chiến thắng về cho nước Đức trong Giải vô địch bóng đá châu Âu 1996. Với 101 trận thi đấu quốc tế, bên cạnh Lothar Matthäus (150), Jürgen Klinsmann (108), Jürgen Kohler (105) và Franz Beckenbauer (103), Häßler là một trong 5 cầu thủ đã hơn 100 lần thi đấu cho Liên đoàn bóng đá Đức.

## Huấn luyện viên
Từ tháng 10 năm 2006 Häßler là huấn luyện viên kỹ thuật cho đội thiếu niên của 1. FC Köln. Thêm vào đó, từ tháng 2 năm 2007 ông là phụ tá huấn luyện viên của Berti Vogt tại Đội tuyển bóng đá quốc gia Nigeria.
Ngoài ra ông là thành viên Ban quản trị của Quỹ hỗ trợ bóng đá thiếu niên do Jürgen Klinsmann và nhiều tuyển thủ quốc gia khác thành lập năm 2000.

## Thống kê sự nghiệp
| #  | Ngày                 | Địa điểm                                       | Đối thủ    | Bàn thắng | Kết quả | Giải đấu                 |
| -- | -------------------- | ---------------------------------------------- | ---------- | --------- | ------- | ------------------------ |
| 1  | 15 tháng 11 năm 1989 | Sân vận động Müngersdorfer, Köln, Đức          | Wales      | 2–1       | 2–1     | Vòng loại World Cup 1990 |
| 2  | 18 tháng 12 năm 1991 | Sân vận động Ulrich Haberland, Leverkusen, Đức | Luxembourg | 4–0       | 4–0     | Vòng loại Euro 1992      |
| 3  | 22 tháng 4 năm 1992  | Sân vận động Eden, Praha, Tiệp Khắc            | Tiệp Khắc  | 1–0       | 1–1     | Giao hữu                 |
| 4  | 12 tháng 6 năm 1992  | Idrottsparken, Norrköping, Thụy Điển           | SNG        | 1–1       | 1–1     | Euro 1992                |
| 5  | 21 tháng 6 năm 1992  | Sân vận động Råsunda, Stockholm, Thụy Điển     | Thụy Điển  | 1–0       | 3–2     | Euro 1992                |
| 6  | 20 tháng 12 năm 1992 | Sân vận động Centenario, Montevideo, Uruguay   | Uruguay    | 3–0       | 4–1     | Giao hữu                 |
| 7  | 23 tháng 6 năm 1995  | Sân vận động Wankdorf, Bern, Thụy Sĩ           | Thụy Sĩ    | 1–0       | 2–1     | Giao hữu                 |
| 8  | 15 tháng 11 năm 1995 | Sân vận động Olympic, Berlin, Đức              | Bulgaria   | 2–1       | 3–1     | Vòng loại Euro 1996      |
| 9  | 9 tháng 10 năm 1996  | Sân vận động Hrazdan, Yerevan, Armenia         | Armenia    | 1–0       | 5–1     | Vòng loại World Cup 1998 |
| 10 | 9 tháng 10 năm 1996  | Sân vận động Hrazdan, Yerevan, Armenia         | Armenia    | 3–0       | 5–1     | Vòng loại World Cup 1998 |
| 11 | 10 tháng 9 năm 1997  | Westfalenstadion, Dortmund, Đức                | Armenia    | 3–0       | 4–0     | Vòng loại World Cup 1998 |

## Thành tích
- Vô địch thế giới: 1990
- Vô địch châu Âu: 1996
- Hạng nhì Giải vô địch châu Âu: 1992
- Hạng nhì Vô địch bóng đá Đức: 1989, 1990
- Hạng nhì Cúp bóng đá Đức: 1996
- Cầu thủ bóng đá xuất sắc nhất năm của Đức: 1989, 1992
- Cầu thủ xuất sắc nhất của Giải vô địch bóng đá châu Âu 1992